# Ашдод

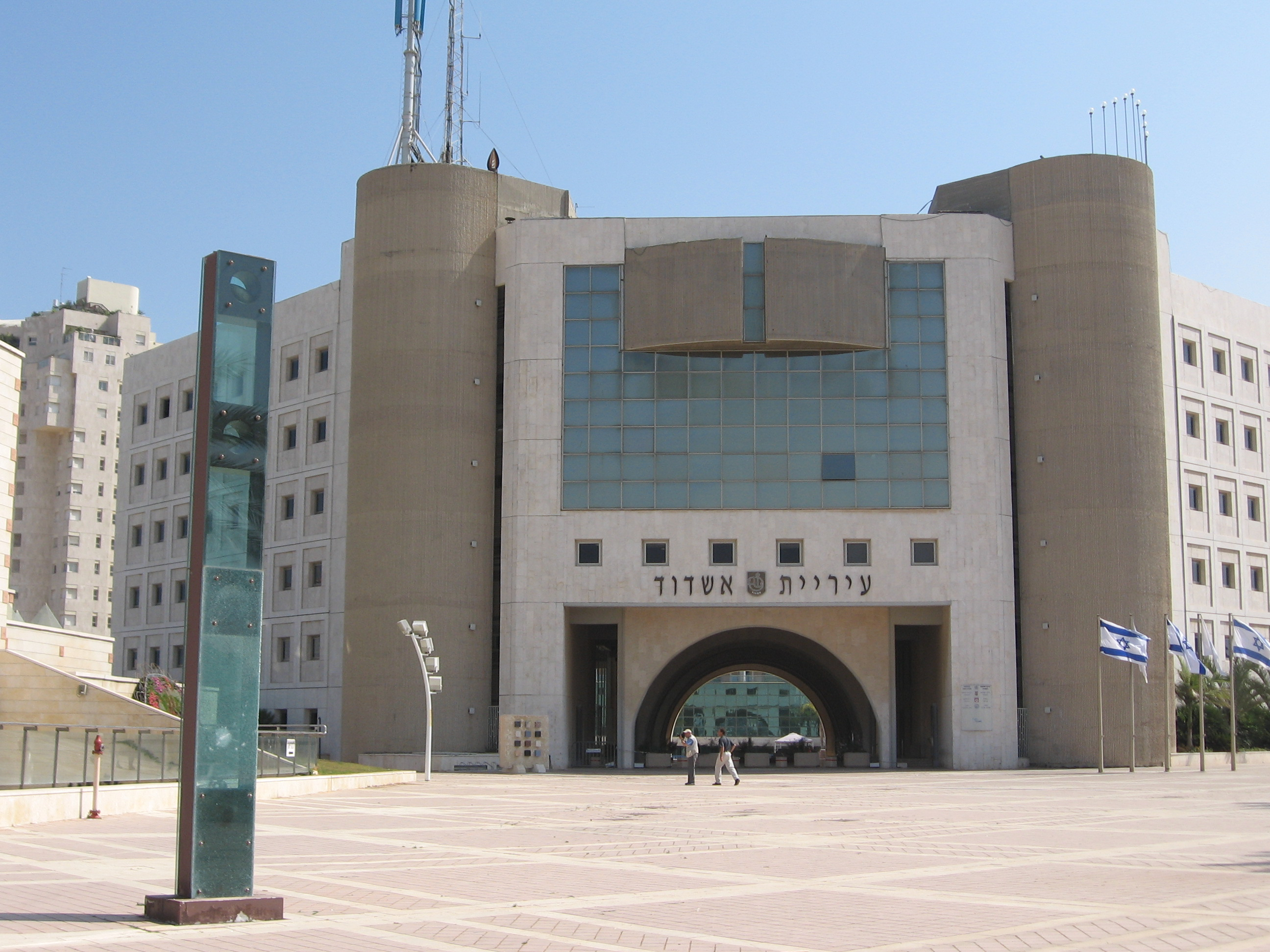
Міська рада м. Ашдод

Ашдод (івр. אַשְׁדּוֹד; араб. إسدود, Ісдуд) — місто та порт в Ізраїлі з населенням 207 000 осіб, розташоване на узбережжі Середземного моря на відстані 70 км від Єрусалиму і Беер-Шеви, у південному регіоні країни. Юрисдикція міста покриває 60 км². Ашдод було проголошено містом в 1968 році і сьогодні це — важливий промисловий центр в країні, головне завдяки міському порту.

## Древня історія міста
В давнину Ашдод був одним з головних міст філістимлян і неодноразово згадується в старозавітних книгах Біблії.
В 950 році до н. е. Ашдод був завойований фараоном Сіамуном; місто було відновлено після 815 р до н. е. Сотні років по тому Ашдод завоював ассирійський цар Сарґон ІІ, який зруйнував його та виселив мешканців Ашдоду. Асдуду вів повстання філістимлян, юдеїв, едомітів, і моавітів проти Ассирії.
В книзі Неємії (в 4:1, 13:23, і т. д.), «Ашдодяни» представляють народ філістимлян, так в 13:24, «ашдодська мова» (яку перейняло молодше покоління євреїв) була просто філістимським діалектом. Ашдод був лідером серед філістимських міст, становище яке він продовжував займати і в елліністичний період.

## Нова історія міста
1 травня 1956 року міністр фінансів Ізраїлю Леві Ешколь, від імені уряду, видав підтвердження про заснування міста Ашдод.
«Компанія Ашдод Лтд.» була заснована під кінець того року, дочірня компанія «Сіті Білдерс Лтд» — Оведа Бен-Амі та Філіппа Клоцніка (США).
Перші поселенці прибули в листопаді 1956, 22 родини іммігрантів з Марокко, і трохи пізніше група іммігрантів з Єгипту приєдналася до них. В липні 1957, «Компанія Ашдод Лтд.» отримала права на площу 40 км² на відділі 32 км від Тель-Авіву, з метою заснування міста.
Будівництво електростанції Ешколь А в Ашдоді було завершено в 1958 році і включало 3 відділи: 2 відділи 50 MW, і один відділ 45 MW.
В новітні часи палестинці самогубці здійснили бомбування порту Ашдод, коли загинуло десятеро ізраїльтян. У відповідь, Ізраїль посилив свої напади на палестинських бійців.

## Культура
У Ашдоді діє Ізраїльський андалуський оркестр.
Крім того, в Ашдоді розташовано Консерваторію АКАДМА, засновану 1966 року, у якій навчаються близько 600 студентів.
Найвідомішими музеями Ашдода є Музей філістимлянської культури та Ашдодський музей мистецтв.

## Відомі особистості
В поселенні народився:
- Офір Марціано (* 1989) — ізраїльський футболіст.